# Sophie Rude
Sophie Rude, född Frémiet den 16 juni 1797 i Dijon, död den 4 december 1867 i Paris, var en fransk målare. 
Sophie Rudes far, Louis Frémiet, var intendent vid museet i Dijon. Hon undervisades av en elev till David. Hennes far var bonapartist, och efter den bourbonska restaurationen 1815 bosatte sig familjen i Bryssel av politiska skäl. Hon gifte sig där med skulptören François Rude. I Belgien var Sophie Rude en framgångsrik konstnär med många beställningar och utställningar. Hennes verk från denna tid var främst klassicistiska och mytologiska. Paret bosatte sig 1826 i Paris. Efter flytten till Paris blev hennes konst främst historisk.